# Canadese PGA Tour
De Canadese PGA Tour (PGA Tour Canada) is een instelling die golftoernooien organiseert in Canada. Het kantoor is in Oakville (Ontario).
De Tour werd in 1970 opgericht onder de naam Peter Jackson Tour. In 1986 werd dat veranderd in  Canadian Professional Golf Tour. Eind 2012 nam de Amerikaanse PGA Tour de organisatie over en veranderde de naam in PGA Tour Canada.   
Voordat de Tour in 1970 werd opgericht, waren er verspreid over het land zeven of acht toernooien, die in 1970 door sponsor Imperial Tobacco's dochter Peter Jackson werden samengevoegd. Na enkele jaren begon de Canadese overheid adverteerders van de tabaksindustrie aan banden te leggen, waardoor Inperial zich in 1978 terugtrok. Er bleven niet veel toernooien over. In 1982 werd door Canadese pro's binnen de Canadese PGA de Tournament Players Division opgericht waarna de Tour werd gereorganiseerd. In 1985 waren er weer zes toernooien. In 1986 kreeg de TPD een aparte status en werd zij verantwoordelijk voor de eigen fondsenwerving. 
Doel van de TPD was om Canadese spelers naar een hoger niveau te brengen. De toernooien werden uitgebreid naar 72 holes. De Tour trok steeds meer buitenlandse spelers aan, en in 2009 kwam de helft uit de Verenigde Staten.

## Promotie
Totdat de PGA Tour eind 2011 de Canadese Tour overnam, gingen de top-5 van de Order of Merit rechtstreeks naar de Stage 2 van de Amerikaanse Tourschool en ging de winnaar van de Order of Merit over naar de Web.com Tour. Sinds 2012 promoveren de top-5 naar de Web.com Tour. De nummers 6-10 krijgen een lagere categorie op de Web.com Tour, maar kunnen daar ongeveer acht toernooien spelen. 

## Canadees Open
Het belangrijkste toernooi is het Canadees Open. De Canadese PGA krijgt een aantal wildcards hiervoor, maar het toernooi maakt deel uit van de PGA Tour en het prijzengeld telt niet mee voor de Canadese Tour.

## Schema
Het seizoen liep van april tot midden september en werd voorafgegaan door de Tourschool. Tegenwoordig heet deze de Spring Qualifying School, omdat in 2001 het seizoen verlengd werd en er beurtelings in Florida of Californië  een Winter Qualifying School in januari of februari werd geprganiseerd voor de toernooien van de eerste maanden van het jaar.  

Het seizoen heeft in haar topperiode even 19 toernooien gehad, in 2013 zijn er nog maar 9 toernooien. Het prijzengeld was weer voor ieder toernooi hetzelfde, C$ 150,000. 
Op de maandag voor ieder toernooi wordt een kwalificatie gespeeld voor tien plaatsen. Spelers die niet lid van de Canadese Tour zijn moeten C$ 250  betalen voor deelname.
Aantal toernooien
Exclusief de Winter- en Spring-Tourscholen
| 2000 | 2001 | 2002 | 2003 | 2004 | 2005 | 2006 | 2007 | 2008 | 2009 | 2010 | 2011 | 2012 | 2013 |
| ---- | ---- | ---- | ---- | ---- | ---- | ---- | ---- | ---- | ---- | ---- | ---- | ---- | ---- |
| 15   | 18   | 19   | 12   | 17   | 14   | 13   | 15   | 17   | 19   | 13   | 13   | 10   | 9    |

Het seizoen eindigt sinds 2006 met het TOUR Championship of Canada. 
De Canadese Tour heeft geprobeerd zich uit te bereiden door buitenlandse toernooien mee te laten tellen zoals toernooien in Argentinië, Chili, Colombia,  Mexico en Costa Rica.  Deze toernooien zijn in 2013 allemaal afgevallen.

## Winnaars Order of Merit
| Jaar | Winnaar                 | Prijzengeld in C$ |
| ---- | ----------------------- | ----------------- |
| 1999 | Ken Duke                | 122,188           |
| 2000 | Steven Alker            | 75,337            |
| 2001 | Aaron Barber            | 75,337            |
| 2002 | Hank Kuehne             | 105,959           |
| 2003 | Jon Mills               | 55,321            |
| 2004 | Erik Compton            | 85,876            |
| 2005 | Michael Harris          | 95,622            |
| 2006 | Stephen Gangluff        | 67,336            |
| 2007 | Byron Smith             | 91,202            |
| 2008 | John Ellis              | 113,315           |
| 2009 | Graham DeLaet           | 94,579            |
| 2010 | Aaron Goldberg          | 156,119           |
| 2011 | José de Jesús Rodríguez | 80,228            |
| 2012 | Matt Hill               | 48,273            |
| 2013 | Mackenzie Hughes        | 52,114            |

## 2013
Vijf Canadezen,  Mackenzie Hughes, Riley Wheeldon, Mark Hubbard, Hugo Leon en Wil Collins,  hebben zich voor de Web.com Tour van 2014 gekwalificeerd. Brad Fritch eindigde op de 2de plaats bij het TOUR Championship of Canada en promoveert naar de PGA Tour. Er zullen 32 spelers naar de Amerikaanse Tourschool gaan om te proberen een spelerskaart voor 2014 te bemachtigen.